# Hoff (Waldbröl)
Hoff ist eine Ortschaft in der Stadt Waldbröl im Oberbergischen Kreis im südlichen Nordrhein-Westfalen Deutschland innerhalb des Regierungsbezirks Köln.

## Lage und Beschreibung
Das Dorf liegt rund 2,8 Kilometer westlich des Stadtzentrums von Waldbröl.

## Geschichte

### Erstnennung
1454 wurde der Ort das erste Mal urkundlich erwähnt und zwar „Zu den bei den bergischen Raubzügen gebrandschatzten Höfen gehört zo dem Hoeffe.“

### Denkmalgeschützte Gebäude

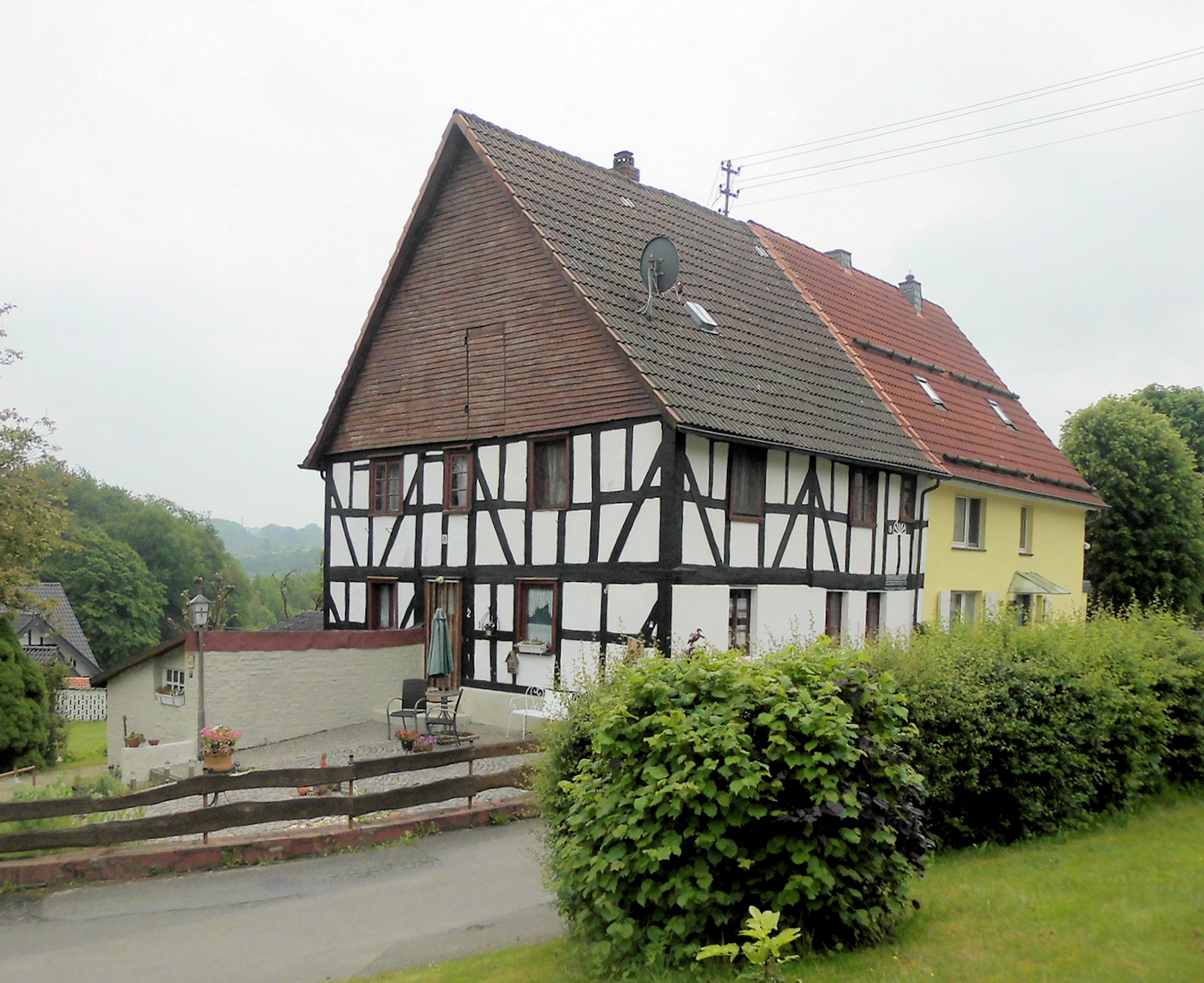
Haus Heppenberg 2
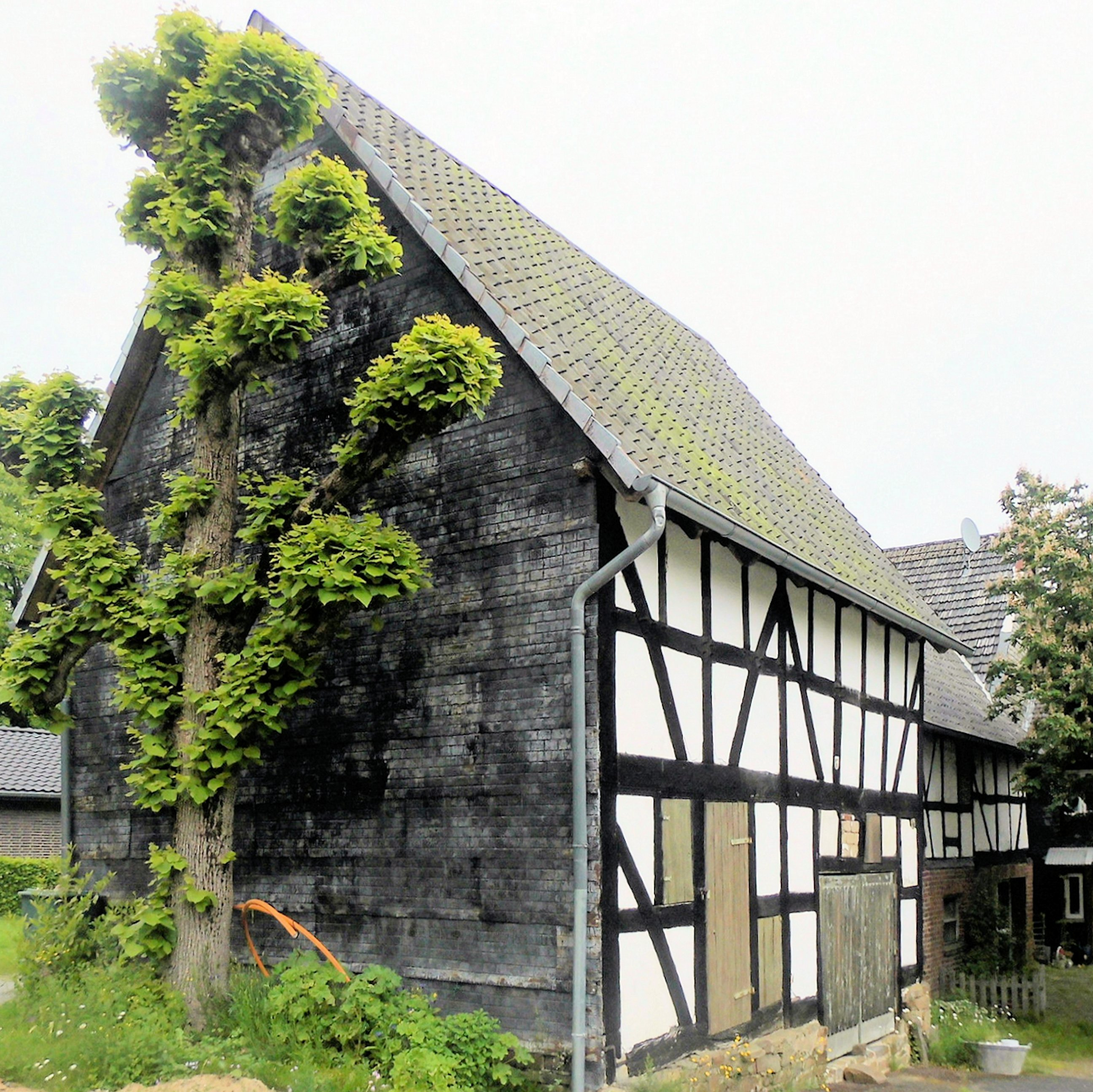
Haus Ruher Weg 35

## Belege
1. ↑  Klaus Pampus: Urkundliche Erstnennungen oberbergischer Orte (= Beiträge zur Oberbergischen Geschichte. Sonderbd. 1). Oberbergische Abteilung 1924 e. V. des Bergischen Geschichtsvereins, Gummersbach 1998, ISBN 3-88265-206-3.